# Dmytro Firtaš
Dmytro Vasyl'ovyč Firtaš (in ucraino Дмитро́ Васи́льович Фі́рташ?; Bohdanivka, 2 maggio 1965) è un imprenditore ucraino, miliardario, presidente del consiglio di amministrazione del Gruppo DF. Fu molto influente durante l'amministrazione Juščenko e l'amministrazione Janukovyč. Come intermediario per il gigante russo del gas naturale Gazprom e con collegamenti con il Cremlino, Firtaš ha incanalato denaro nelle campagne dei politici filo-russi in Ucraina. Firtaš ha ottenuto la sua posizione con l'accordo del presidente russo Vladimir Putin e, secondo alcuni, il boss del crimine organizzato russo Semen Mohylevyč.
I suoi numerosi ruoli durante l'amministrazione Juščenko includevano: presidenza della Federazione dei datori di lavoro dell'Ucraina (FEU), un'associazione di interesse delle imprese industriali; presidenza del Consiglio economico e sociale trilaterale nazionale (NTSEC); co-presidenza del Consiglio consultivo per gli investitori nazionali ed esteri sotto il Ministero dell'Istruzione, della Scienza, della Gioventù e dello Sport dell'Ucraina; e l'adesione al Comitato per le riforme economiche sotto la presidenza dell'Ucraina.
Il Dipartimento di Giustizia degli Stati Uniti ha descritto Firtaš come un "[affiliato] di alto livello del crimine organizzato russo". È stato arrestato dalle autorità austriache nel marzo 2014 e da allora è stato a Vienna per combattere l'estradizione negli Stati Uniti, dove è sotto accusa federale per una presunta vicenda di corruzione. Gli avvocati americani Joseph diGenova e Victoria Toensing, associati dell'allora presidente Donald Trump e del suo avvocato personale Rudy Giuliani, sono stati assunti da Firtaš nel luglio 2019 per combattere la sua estradizione, mentre Giuliani cercava informazioni in Ucraina per danneggiare il candidato presidenziale democratico Joe Biden.

## Biografia
Firtaš è nato il 2 maggio 1965 a Bohdanivka, nel rajon di Zališčyky (Oblast' di Ternopil'), in Ucraina, all'epoca nell'Unione Sovietica. Suo padre Vasyl' (in ucraino Василь?) era un autista e sua madre Marija Hryhorivna (in ucraino Марія Григорівна?) aveva due lauree (economia e medicina veterinaria) e lavorava prima in un allevamento e poi in uno zuccherificio come contabile. Dagli anni '90 il villaggio si chiama Synkiv.

## Carriera imprenditoriale

### Alimentari, vodka, gas
Negli anni '80, quasi subito dopo aver completato il servizio militare, inizia l'attività imprenditoriale nella vendita di prodotti alimentari, ne diventa comproprietario (secondo altre fonti, uno dei dirigenti: fino al 1992 vicedirettore della parte commerciale dell'azienda, poi direttore commerciale) dell'azienda dei coniugi Kalinovs'kyj "KMIL", che produceva cibi in scatola. Ha lavorato a Černivci, poi a Mosca. Secondo lui, la prima grande operazione che ha condotto personalmente fu lo scambio di 4.000 tonnellate di latte in polvere ucraino con un lotto di cotone uzbeko, vendendolo a Hong Kong con un ricavato di 50.000 dollari.
Nel 1992-1993, insieme a Oleh Pal'čikov, ha avviato un'attività di vendita di vodka. Nell'estate del 1995 fu arrestato con l'accusa di contrabbando di una grossa partita di alcol, ma successivamente rilasciato. Afferma che durante questo periodo ha fondato un'impresa energetica e ha stabilito relazioni commerciali con il Turkmenistan. Il 2 gennaio 1996, ha ricevuto una ferita da arma da fuoco durante un conflitto con Oleh Matijeho nel ristorante Jevropejs'kyj a Černivci.
Il primo contratto di gas per "KMIL" è stato ottenuto da Volodymyr Galazdra, proprietario dell'impresa congiunta ucraino-svizzera "Bari", uno dei commercianti di gas di JSC "Intergaz" Ihor Bakaj. "Intergaz" ha effettuato forniture di baratto di gas turkmeno in cambio di cibo.
Il 12 maggio 2000, la società "KMIL" ha ricevuto una licenza per il diritto di svolgere attività commerciali per la fornitura di gas naturale all'Ucraina a una tariffa non regolamentata. Ben presto, Firtaš e Kalinovs'ka ricevettero una proposta di cooperazione da Ihor Makarov, il più grande commerciante di gas dell'epoca, Iter. Highrock Holding Ltd. è stata registrata a Cipro il 15 gennaio 2001 per garantire schemi congiunti per la fornitura di cibo al Turkmenistan.
Il 30 gennaio 2001, Dmytro Firtaš è stato nominato direttore di Highrock Holding Ltd. Secondo altre fonti, Dmytro Firtaš ha vissuto ad Aşgabat per la maggior parte degli anni '90 e l'inizio della sua carriera di "gas" è stato il contatto stabilito nel 1993 o 1994 con il governo del Turkmenistan, che ha provveduto alla consegna di cibo lì in cambio di gas naturale. Quindi Firtaš ha venduto i suoi beni a Ihor Bakaj, il cui Intergaz aveva quote per le forniture di gas all'Ucraina. Alla stessa versione fa seguito l'autobiografia ufficiale dell'imprenditore. Secondo Firtaš, dopo che "Intergaz" ha effettivamente cessato di esistere, ha continuato una cooperazione simile con la società "Omranija", e successivamente attraverso Highrock Holding Ltd e Highrock Properties - con "Itera". Fonti associano la società israeliana Highrock Properties all'uomo d'affari e autorità criminale ucraino Semen Mohylevyč.

### Il Gruppo DF
Nel 2007 è stato costituito un gruppo internazionale privato di società, Group DF ("il gruppo di società Firtaš") per consolidare le attività commerciali di Firtaš in diversi settori. Il Gruppo DF incorpora attività nell'industria chimica, nel settore energetico e nel settore immobiliare.
Nel 2008, Firtaš è stato coinvolto con una società di proprietà di Paul Manafort in un progetto da 895 milioni di dollari per riqualificare il Drake Hotel di New York in una società per azione e un centro commerciale di lusso di nome Bulgari Tower. Secondo i documenti del tribunale, l'azienda di Firtaš aveva pianificato di investire 100 milioni di dollari nel progetto. L'accordo non è mai stato finalizzato. 

### Azoto, titanio, chimica
Nel 2010, Firtaš ha cercato di consolidare gli affari ucraini dell'azoto. Da settembre 2010 a settembre 2011, ha acquisito la proprietà di "Koncern STIROL" (Horlivka), "Sjeverodonec'ke ob'jednannja Azot" e "Azot" circassa. In poco più di un anno, la strategia di marketing congiunta dei quattro produttori di fertilizzanti di proprietà di Firtaš ha notevolmente rafforzato la sua posizione sul mercato interno.
Firtaš è comproprietario di RosUkrEnergo e controlla gran parte dell'industria ucraina del titanio. Ha acquisito il controllo di ex beni di titanio di proprietà statale in tutta l'Ucraina nel 2004 e possiede anche diversi impianti chimici sotto il suo gruppo DF che ha formato nel 2007. Nel maggio 2011, Firtaš ha rilevato la Nadra Bank (all'epoca l'undicesima banca più grande dell'Ucraina). Nadra Bank era andata in default nel 2009, ma da allora ha ristrutturato il suo debito estero con significative cancellazioni. 
Firtaš è diventato uno dei principali investitori nel settore energetico e nell'industria chimica nell'Europa centrale e orientale. I suoi stabilimenti e società sono presenti in Ucraina, Germania, Italia, Cipro, Tagikistan, Svizzera, Ungheria, Austria ed Estonia.
Firtaš è stato eletto presidente del Joint Representative Body, un'agenzia di rappresentanza congiunta dei datori di lavoro a livello nazionale, il 29 novembre 2011. 
Firtaš ha riacquistato il 100% di InterInter Media Group Limited da Valerij Choroškovs'kyj il 1º febbraio 2013, per la sua GDF Media Limited. Firtaš aveva venduto vari canali a UA Inter Media Group Ltd di Choroškovs'kyj nel giugno 2007 mentre consolidava altri interessi commerciali. Firtaš possiede sette canali televisivi e un'influente agenzia di stampa ucraina con sede a Kiev. È anche proprietario parziale di SCL Group e quindi di Cambridge Analytica attraverso varie società di comodo, dal documentario statunitense Active Measures, nella sua rottura delle relazioni russo-statunitensi prima e dopo le elezioni del 2016. 
Nell'aprile 2014, Firtaš ha dichiarato che, nonostante le difficili condizioni di fare affari durante la crisi politica dell'Ucraina, aveva acquisito le imprese Ostchem, parte di Ostchem Holding. Gli investimenti diretti allo sviluppo e all'ammodernamento delle imprese Ostchem hanno consentito aumenti significativi delle capacità produttive di Rivneazot, Koncern Stirol e Krims'kyj sodovyj zavod nel primo trimestre del 2014. 
Nel febbraio 2014, il Ministero della Difesa britannico ha venduto la stazione della metropolitana in disuso di Brompton Road a Firtaš, che prevedeva di convertire il sito in appartamenti residenziali. Ad agosto 2017, il progetto non era ancora stato sviluppato la proprietà è rimasta sottosviluppata perché (secondo il suo avvocato) Firtaš "non poteva viaggiare da Vienna a Londra a causa di una richiesta di estradizione degli Stati Uniti."

### Sanzioni dall'Ucraina
Il 18 giugno 2021 il Consiglio nazionale per la sicurezza e la difesa dell'Ucraina ha imposto sanzioni contro Firtaš perché presumibilmente la sua attività di titanio ha aiutato il "complesso militare-industriale della Federazione Russa". Il 4 agosto 2021 l'impianto di titanio e magnesio di Zaporižžja, precedentemente di proprietà di Firtaš, è stato restituito alla proprietà statale. Il tribunale commerciale dell'oblast' di Zaporižžja ha stabilito che Firtaš non aveva adempiuto ai suoi obblighi del 2013 nei confronti del Fondo per la proprietà statale dell'Ucraina di investire 110 milioni di dollari USA nella modernizzazione dell'impianto. 
Alla fine di maggio 2022, 26 società di distribuzione di gas naturale regionali ucraine, la maggior parte delle quali controllate da Firtaš, sono state trasferite alla gestione di una società figlia di Naftogaz. Prima di questo trasferimento le società di distribuzione regionali di Firtaš consegnavano il 70% del gas naturale ai propri clienti in Ucraina.